# Loch Faskally
Loch Faskally (szkocki gaelicki Loch Faschoille) - sztuczny zbiornik wodny na rzece Tummel, w Perth and Kinross w Szkocji, 2,5 km na północny zachód od Pitlochry.
Loch Faskally leży pomiędzy stromymi, pokrytymi lasem wzgórzami. Osiąga około 3,2 km długości i 700 metrów szerokości. Jezioro istnieje dzięki zaporze Pitlochry, która została zbudowana pomiędzy 1947 a 1950 r. W skład tamy wchodzi system progów wodnych umożliwiających około 5400 łososiom rocznie pokonanie zapory. Jest to jedna z atrakcji turystycznych regionu.
Jezioro jest popularnym miejscem wędkowania, wody są bogate w pstrągi, łososie i szczupaki.